# Aloys von Kaunitz-Rietberg
Aloys Wenzel, książę von Kaunitz-Rietberg (ur. 19 czerwca 1774 w Wiedniu, zm. 15 listopada 1848 w Paryżu) – austriacki szlachcic i dyplomata. Służył jako ambasador Cesarstwa Austrii w Dreźnie, Kopenhadze (1801–1804), Królestwie Neapolu (1805–1807), Madrycie (1815–1817) i Stolicy Apostolskiej (1817–1820). W 1823 roku został skazany za liczne przestępstwa na tle seksualnym.

## Życiorys
Urodził się w Wiedniu w 1774 roku, pochodził z wpływowej austriackiej rodziny arystokratycznej. Jego ojcem był Dominik Andreas von Kaunitz-Rietberg-Questenberg (1739–1812), a matką Maria Bernhardine von Plettenberg-Wittem (1743–1779). Jego kuzynka Maria Eleonore (1775–1825) była pierwszą żoną księcia von Metternicha, ministra spraw zagranicznych a później kanclerza Austrii. W 1798 ożenił się z Franziską Ungnad, hrabiną de Weissenwolff (1773–1859). Para miała cztery córki, z których jedna zmarła w dzieciństwie. W 1812 roku odziedziczył tytuł hrabiego Rietbergu po swoim ojcu, wuju Erneście Krzysztofie i dziadku kanclerzu Austrii Wenzelu Antonie von Kaunitzu (1711–1794). Był ostatnim noszącym ten tytuł, gdyż on sam, ani (poza nim) jego ojciec, nie mieli męskich potomków. Z tego samego powodu był także ostatnim księciem Kaunitz, na nim bowiem wygasła trwająca 350 lat morawska linia książęca. Samodzielne hrabstwo Rietbergu zostało w procesie mediatyzacji włączone do Królestwa Westfalii, a po kongresie wiedeńskim w 1815 do Królestwa Prus. Tytuł hrabiów Rietbergu przypadł książętom Lichtensteinu.
Służył jako ambasador Cesarstwa Austrii w Dreźnie, a następnie w Kopenhadze, gdzie król Chrystian VII Oldenburg przyznał mu wielki krzyż Orderu Danebroga. 27 maja 1815 roku ambasador Hiszpanii w Wiedniu Camilo Gutiérrez de los Ríos w korespondencji do hiszpańskiego sekretarza stanu Pedra de Cevallosa Guerry przekazał życzenie księcia von Metternicha, aby powołać Aloysa von Kaunitza-Rietberga na ambasadora Austrii w Madrycie. Książę zajął stanowisko 30 lipca 1815 roku, podobnie jak dawniej jego dziadek i wuj Joseph Clemens, którzy służyli na dworze Karola III.
W czerwcu 1816 roku były sekretarz stanu i ambasador Hiszpanii w Wiedniu książę San Carlos wysunął poważne oskarżenia co do konduity ambasadora. W konsekwencji Kaunitz został odwołany ze stanowiska w grudniu 1816 i opuścił hiszpański dwór w styczniu 1817 roku. W kwietniu tego samego roku został mianowany ambasadorem w Stolicy Apostolskiej. Jeszcze przed wyjazdem do Rzymu, 5 czerwca 1817 roku otrzymał wielki krzyż Orderu Świętego Stefana. W Madrycie zastąpił go hrabia de Saurau, któremu w lutym 1818 roku król Ferdynand VII przyznał wielki krzyż Orderu Karola III za służbę na hiszpańskim dworze. Prawdopodobnie z grzeczności i pod wpływem rekomendacji księcia von Metternicha przyznał to samo wyróżnienie księciu von Kaunitz.

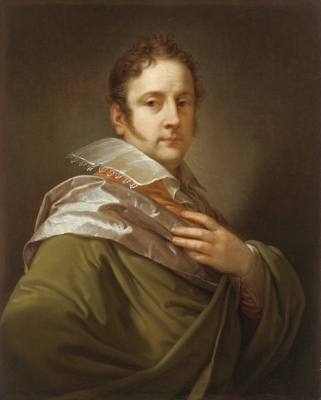
Aloys von Kaunitz-Rietberg pędzla Jana Chrzciciela Lampiego

W 1822 roku książę von Kaunitz został aresztowany w swoim pałacu przy Dorotheergasse w Wiedniu, gdyż ujawniono jego przestępstwa związane z wykorzystywaniem seksualnym dzieci i młodych. Oskarżono go o ponad dwieście wykroczeń, które miały miejsce w Wiedniu w latach 1811–1814 i ponownie od 1818 roku, kiedy ofiarami były m.in. dziewczęta z grupy baletowej z Theater an der Wien. Prawdopodobnie podobne przestępstwa były powodem wydalenia go z madryckiego dworu w 1817 roku. Po ujawnieniu skandalu książę pozostawał pod ścisłą obserwacją wiedeńskiej policji, a przesłuchania trwały do 1823 roku, kiedy skazano go na karę wygnania z Austrii. W wyniku procesu książę sprzedał swój majątek, aby pokryć wysokie zadośćuczynienia dla ofiar i ich rodzin. Przeprowadził się do swojej posiadłości w Brnie, gdzie popełniał dalsze wykroczenia na tle seksualnym. Ostatecznie przeniósł się do Paryża, gdzie zmarł w 1848 roku.
Kaunitz-Rietberg był osobą wykształconą, miłośnikiem sztuki i muzyki. Będąc w Madrycie został sportretowany przez Francisca Goyę, kupił od niego także kilka dzieł rodzajowych, m.in. Szlifierza i Nosicielkę wody. Znany jest też jego wcześniejszy portret pędzla Giovanniego Battisty Lampiego starszego. W Rzymie przyjaźnił się z Paganinim, który miał w domu księcia recital w 1819 roku oraz Jean-Auguste-Dominique Ingresem, który sportretował jego trzy córki przy pianinie. W 1820 kolekcja sztuki księcia została sprzedana na licytacji.